# A Momentary Lapse of Reason Tour
A Momentary Lapse of Reason Tour bylo předposlední světové koncertní turné britské rockové skupiny Pink Floyd, které probíhalo v letech 1987 až 1990. Při tomto turné skupina hrála hlavně skladby z jejich předposledního studiového alba A Momentary Lapse of Reason. V době konání turné byli ve skupině jen dva oficiální členové David Gilmour a Nick Mason. Na koncertech s nimi ale vystupoval i další člen této skupiny, klávesista Rick Wright, který byl oficiálním členem skupiny v letech 1964–1979 a znovu v letech 1991–1995.

## Sestava

### Pink Floyd
- David Gilmour – zpěv, kytara
- Nick Mason – bicí

### Doprovodní hudebníci
- Rick Wright – klávesy, zpěv
- Jon Carin – klávesy, zpěv
- Scott Page – saxofon, kytara
- Guy Pratt – baskytara, zpěv
- Tim Renwick – kytara, zpěv
- Gary Wallis – perkuse
- Rachel Fury – doprovodný zpěv
- Durga McBroom – doprovodný zpěv
- Margret Taylor – doprovodný zpěv
- Lorelei McBroom – doprovodný zpěv
- Roberta Freeman – doprovodný zpěv

## Setlist

### První set
1. Echoes
2. Signs of Life
3. Learning to Fly
4. Yet Another Movie
5. Round and Around
6. A New Machine (Part 1)
7. Terminal Frost
8. A New Machine (Part 2)
9. Sorrow
10. The Dogs of War
11. On the Turning Away

### Druhý set
1. One of These Days
2. Time
3. On the Run
4. The Great Gig in the Sky
5. Wish You Were Here
6. Welcome to the Machine
7. Us and Them
8. Money
9. Another Brick in the Wall (Part 2)
10. Comfortably Numb

### Přídavek
1. One Slip
2. Run Like Hell

## Koncerty
| Datum                       | Město                         | Země               | Místo                                  |
| Severní Amerika #1          | Severní Amerika #1            | Severní Amerika #1 | Severní Amerika #1                     |
| --------------------------- | ----------------------------- | ------------------ | -------------------------------------- |
| 9. září 1987                | Ottawa, Ontario               | Kanada             | Lansdowne Park                         |
| 12. září 1987               | Montreal, Quebec              | Kanada             | Montreal Forum                         |
| 13. září 1987               | Montreal, Quebec              | Kanada             | Montreal Forum                         |
| 14. září 1987               | Montreal, Quebec              | Kanada             | Montreal Forum                         |
| 16. září 1987               | Cleveland, Ohio               | Spojené státy      | Municipal Stadium                      |
| 17. září 1987               | Cleveland, Ohio               | Spojené státy      | Municipal Stadium                      |
| 19. září 1987               | Filadelfie, Pensylvánie       | Spojené státy      | JFK Stadium                            |
| 21. září 1987               | Toronto, Ontario              | Kanada             | CNE Stadium                            |
| 22. září 1987               | Toronto, Ontario              | Kanada             | CNE Stadium                            |
| 23. září 1987               | Toronto, Ontario              | Kanada             | CNE Stadium                            |
| 25. září 1987               | Rosemont, Illinois            | Spojené státy      | Rosemont Horizon                       |
| 26. září 1987               | Rosemont, Illinois            | Spojené státy      | Rosemont Horizon                       |
| 27. září 1987               | Rosemont, Illinois            | Spojené státy      | Rosemont Horizon                       |
| 28. září 1987               | Rosemont, Illinois            | Spojené státy      | Rosemont Horizon                       |
| 30. září 1987               | Milwaukee, Wisconsin          | Spojené státy      | County Stadium                         |
| 3. října 1987               | Syracuse, New York            | Spojené státy      | Carrier Dome                           |
| 5. října 1987               | Manhattan, New York           | Spojené státy      | Madison Square Garden                  |
| 6. října 1987               | Manhattan, New York           | Spojené státy      | Madison Square Garden                  |
| 7. října 1987               | Manhattan, New York           | Spojené státy      | Madison Square Garden                  |
| 10. října 1987              | East Rutherford, New Jersey   | Spojené státy      | Brendan Byrne Arena                    |
| 11. října 1987              | East Rutherford, New Jersey   | Spojené státy      | Brendan Byrne Arena                    |
| 12. října 1987              | East Rutherford, New Jersey   | Spojené státy      | Brendan Byrne Arena                    |
| 14. října 1987              | Hartford, Connecticut         | Spojené státy      | Hartford Civic Center                  |
| 15. října 1987              | Hartford, Connecticut         | Spojené státy      | Hartford Civic Center                  |
| 16. října 1987              | Providence, Rhode Island      | Spojené státy      | Rhode Island Auditorium                |
| 17. října 1987              | Providence, Rhode Island      | Spojené státy      | Rhode Island Auditorium                |
| 19. října 1987              | Landover, Maryland            | Spojené státy      | Capital Centre                         |
| 20. října 1987              | Landover, Maryland            | Spojené státy      | Capital Centre                         |
| 21. října 1987              | Landover, Maryland            | Spojené státy      | Capital Centre                         |
| 22. října 1987              | Landover, Maryland            | Spojené státy      | Capital Centre                         |
| 25. října 1987              | Chapel Hill, Severní Karolína | Spojené státy      | Dean Smith Center                      |
| 26. října 1987              | Chapel Hill, Severní Karolína | Spojené státy      | Dean Smith Center                      |
| 30. října 1987              | Tampa, Florida                | Spojené státy      | Tampa Stadium                          |
| 1. listopadu 1987           | Miami, Florida                | Spojené státy      | Miami Orange Bowl                      |
| 3. listopadu 1987           | Atlanta, Georgie              | Spojené státy      | Omni Coliseum                          |
| 4. listopadu 1987           | Atlanta, Georgie              | Spojené státy      | Omni Coliseum                          |
| 5. listopadu 1987           | Atlanta, Georgie              | Spojené státy      | Omni Coliseum                          |
| 7. listopadu 1987           | Lexington, Kentucky           | Spojené státy      | Rupp Arena                             |
| 8. listopadu 1987           | Lexington, Kentucky           | Spojené státy      | Rupp Arena                             |
| 10. listopadu 1987          | Pontiac, Michigan             | Spojené státy      | Pontiac Silverdome                     |
| 12. listopadu 1987          | Indianapolis, Indiana         | Spojené státy      | Hoosier Dome                           |
| 15. listopadu 1987          | St. Louis, Missouri           | Spojené státy      | St. Louis Arena                        |
| 16. listopadu 1987          | St. Louis, Missouri           | Spojené státy      | St. Louis Arena                        |
| 18. listopadu 1987          | Houston, Texas                | Spojené státy      | Astrodome                              |
| 19. listopadu 1987          | Austin, Texas                 | Spojené státy      | Frank Erwin Center                     |
| 20. listopadu 1987          | Austin, Texas                 | Spojené státy      | Frank Erwin Center                     |
| 21. listopadu 1987          | Dallas, Texas                 | Spojené státy      | Reunion Arena                          |
| 22. listopadu 1987          | Dallas, Texas                 | Spojené státy      | Reunion Arena                          |
| 23. listopadu 1987          | Dallas, Texas                 | Spojené státy      | Reunion Arena                          |
| 26. listopadu 1987          | Los Angeles, Kalifornie       | Spojené státy      | Los Angeles Memorial Sports Arena      |
| 27. listopadu 1987          | Los Angeles, Kalifornie       | Spojené státy      | Los Angeles Memorial Sports Arena      |
| 28. listopadu 1987          | Los Angeles, Kalifornie       | Spojené státy      | Los Angeles Memorial Sports Arena      |
| 30. listopadu 1987          | Los Angeles, Kalifornie       | Spojené státy      | Los Angeles Memorial Sports Arena      |
| 1. prosince 1987            | Los Angeles, Kalifornie       | Spojené státy      | Los Angeles Memorial Sports Arena      |
| 3. prosince 1987            | Oakland, Kalifornie           | Spojené státy      | Oakland-Alameda County Coliseum        |
| 4. prosince 1987            | Oakland, Kalifornie           | Spojené státy      | Oakland-Alameda County Coliseum        |
| 5. prosince 1987            | Oakland, Kalifornie           | Spojené státy      | Oakland-Alameda County Coliseum        |
| 6. prosince 1987            | Oakland, Kalifornie           | Spojené státy      | Oakland-Alameda County Coliseum        |
| 8. prosince 1987            | Seattle, Washington           | Spojené státy      | Kingdome                               |
| 10. prosince 1987           | Vancouver, Britská Kolumbie   | Kanada             | BC Place Stadium                       |
| Oceánie                     |                               |                    |                                        |
| 22. ledna 1988              | Auckland                      | Nový Zéland        | Western Springs Stadium                |
| 27. ledna 1988              | Sydney                        | Austrálie          | Sydney Entertainment Centre            |
| 28. ledna 1988              | Sydney                        | Austrálie          | Sydney Entertainment Centre            |
| 29. ledna 1988              | Sydney                        | Austrálie          | Sydney Entertainment Centre            |
| 30. ledna 1988              | Sydney                        | Austrálie          | Sydney Entertainment Centre            |
| 31. ledna 1988              | Sydney                        | Austrálie          | Sydney Entertainment Centre            |
| 1. února 1988               | Sydney                        | Austrálie          | Sydney Entertainment Centre            |
| 2. února 1988               | Sydney                        | Austrálie          | Sydney Entertainment Centre            |
| 3. února 1988               | Sydney                        | Austrálie          | Sydney Entertainment Centre            |
| 4. února 1988               | Sydney                        | Austrálie          | Sydney Entertainment Centre            |
| 5. února 1988               | Sydney                        | Austrálie          | Sydney Entertainment Centre            |
| 7. února 1988               | Brisbane                      | Austrálie          | Brisbane Entertainment Centre          |
| 8. února 1988               | Brisbane                      | Austrálie          | Brisbane Entertainment Centre          |
| 11. února 1988              | Adelaide                      | Austrálie          | Thebarton Oval                         |
| 13. února 1988              | Melbourne                     | Austrálie          | Melbourne & Olympic Parks              |
| 14. února 1988              | Melbourne                     | Austrálie          | Melbourne & Olympic Parks              |
| 15. února 1988              | Melbourne                     | Austrálie          | Melbourne & Olympic Parks              |
| 16. února 1988              | Melbourne                     | Austrálie          | Melbourne & Olympic Parks              |
| 17. února 1988              | Melbourne                     | Austrálie          | Melbourne & Olympic Parks              |
| 18. února 1988              | Melbourne                     | Austrálie          | Melbourne & Olympic Parks              |
| 19. února 1988              | Melbourne                     | Austrálie          | Melbourne & Olympic Parks              |
| 20. února 1988              | Melbourne                     | Austrálie          | Melbourne & Olympic Parks              |
| 24. února 1988              | Perth, Západní Austrálie      | Austrálie          | East Fremantle Oval                    |
| Asie                        |                               |                    |                                        |
| 2. března 1988              | Tokio                         | Japonsko           | Budókan                                |
| 3. března 1988              | Tokio                         | Japonsko           | Budókan                                |
| 4. března 1988              | Tokio                         | Japonsko           | Kokuricu Jojogi kjógidžó               |
| 5. března 1988              | Tokio                         | Japonsko           | Kokuricu Jojogi kjógidžó               |
| 6. března 1988              | Tokio                         | Japonsko           | Kokuricu Jojogi kjógidžó               |
| 8. března 1988              | Osaka                         | Japonsko           | Osaka-jo Hall                          |
| 9. března 1988              | Osaka                         | Japonsko           | Osaka-jo Hall                          |
| 11. března 1988             | Nagoja                        | Japonsko           | Rainbow Hall                           |
| Severní Amerika #2          |                               |                    |                                        |
| 15. dubna 1988              | Los Angeles, Kalifornie       | Spojené státy      | Los Angeles Memorial Coliseum          |
| 18. dubna 1988              | Denver, Colorado              | Spojené státy      | Mile High Stadium                      |
| 20. dubna 1988              | Sacramento, Kalifornie        | Spojené státy      | Charles C. Hughes Stadium              |
| 22. dubna 1988              | Oakland, Kalifornie           | Spojené státy      | Oakland-Alameda County Coliseum        |
| 23. dubna 1988              | Oakland, Kalifornie           | Spojené státy      | Oakland-Alameda County Coliseum        |
| 25. dubna 1988              | Phoenix, Arizona              | Spojené státy      | Phoenix Municipal Stadium              |
| 26. dubna 1988              | Phoenix, Arizona              | Spojené státy      | Phoenix Municipal Stadium              |
| 28. dubna 1988              | Irving, Texas                 | Spojené státy      | Texas Stadium                          |
| 30. dubna 1988              | Orlando, Florida              | Spojené státy      | Citrus Bowl                            |
| 4. května 1988              | Raleigh, Severní Karolína     | Spojené státy      | Carter-Finley Stadium                  |
| 6. května 1988              | Foxborough, Massachusetts     | Spojené státy      | Sullivan Stadium                       |
| 8. května 1988              | Foxborough, Massachusetts     | Spojené státy      | Sullivan Stadium                       |
| 11. května 1988             | Montreal, Quebec              | Kanada             | Olympic Stadium                        |
| 13. května 1988             | Toronto, Ontario              | Kanada             | CNE Stadium                            |
| 15. května 1988             | Filadelfie, Pensylvánie       | Spojené státy      | Veterans Stadium                       |
| 17. května 1988             | Filadelfie, Pensylvánie       | Spojené státy      | Veterans Stadium                       |
| 18. května 1988             | Cedar Falls, Iowa             | Spojené státy      | UNI-Dome                               |
| 20. května 1988             | Madison, Wisconsin            | Spojené státy      | Camp Randall Stadium                   |
| 21. května 1988             | Rosemont, Illinois            | Spojené státy      | Rosemont Horizon                       |
| 22. května 1988             | Rosemont, Illinois            | Spojené státy      | Rosemont Horizon                       |
| 24. května 1988             | Minneapolis, Minnesota        | Spojené státy      | Hubert H. Humphrey Metrodome           |
| 26. května 1988             | Kansas City, Missouri         | Spojené státy      | Arrowhead Stadium                      |
| 28. května 1988             | Columbus, Ohio                | Spojené státy      | Ohio Stadium                           |
| 30. května 1988             | Pittsburgh, Pensylvánie       | Spojené státy      | Three Rivers Stadium                   |
| 1. června 1988              | Washington, D.C.              | Spojené státy      | RFK Stadium                            |
| 3. června 1988              | East Rutherford, New Jersey   | Spojené státy      | Giants Stadium                         |
| 4. června 1988              | East Rutherford, New Jersey   | Spojené státy      | Giants Stadium                         |
| Evropa #1                   |                               |                    |                                        |
| 10. června 1988             | Nantes                        | Francie            | Stade de la Beaujoire                  |
| 13. června 1988             | Rotterdam                     | Nizozemsko         | Feijenoord Stadion                     |
| 14. června 1988             | Rotterdam                     | Nizozemsko         | Feijenoord Stadion                     |
| 16. června 1988             | Berlín                        | Německo            | Reichstagsgelande                      |
| 18. června 1988             | MannheimMaimarkt-Gelände      | Německo            | Reichstagsgelande                      |
| 21. června 1988             | Versailles                    | Francie            | Place d'Armes du Chateau de Versailles |
| 22. června 1988             | Versailles                    | Francie            | Place d'Armes du Chateau de Versailles |
| 25. června 1988             | Hannover                      | Německo            | Niedersachsenstadion                   |
| 27. června 1988             | Dortmund                      | Německo            | Westfalenhalle                         |
| 28. června 1988             | Dortmund                      | Německo            | Westfalenhalle                         |
| 29. června 1988             | Dortmund                      | Německo            | Westfalenhalle                         |
| 1. července 1988            | Vídeň                         | Rakousko           | Ernst-Happel-Stadion                   |
| 3. července 1988            | Mnichov                       | Německo            | Olympiastadion                         |
| 4. července 1988            | Katovice                      | Polsko             | Spodek                                 |
| 6. července 1988            | Turín                         | Itálie             | Stadio Olimpico di Torino              |
| 8. července 1988            | Modena                        | Itálie             | Stadio Alberto Braglia                 |
| 9. července 1988            | Modena                        | Itálie             | Stadio Alberto Braglia                 |
| 11. července 1988           | Řím                           | Itálie             | Stadio Flaminio                        |
| 12. července 1988           | Řím                           | Itálie             | Stadio Flaminio                        |
| 15. července 1988           | Grenoble                      | Francie            | Stade du Municipal                     |
| 17. července 1988           | Nice                          | Francie            | Stade Charles-Ehrmann                  |
| 20. července 1988           | Barcelona                     | Španělsko          | Estadi de Sarrià                       |
| 22. července 1988           | Madrid                        | Španělsko          | Estadio Vicente Calderón               |
| 24. července 1988           | Montpellier                   | Francie            | Espace Richter                         |
| 26. července 1988           | Basilej                       | Švýcarsko          | Fussballstadion                        |
| 28. července 1988           | Lille                         | Francie            | Stadium du Nord                        |
| 31. července 1988           | Kodaň                         | Dánsko             | Gentofte Stadion                       |
| 2. srpna 1988               | Oslo                          | Norsko             | Valle Hovin                            |
| 5. srpna 1988               | Londýn                        | Anglie             | Wembley Stadium                        |
| 6. srpna 1988               | Londýn                        | Anglie             | Wembley Stadium                        |
| 8. srpna 1988               | Manchester                    | Anglie             | Maine Road                             |
| Severní Amerika #3          |                               |                    |                                        |
| 12. srpna 1988              | Richfield, Ohio               | Spojené státy      | Richfield Coliseum                     |
| 13. srpna 1988              | Richfield, Ohio               | Spojené státy      | Richfield Coliseum                     |
| 14. srpna 1988              | Richfield, Ohio               | Spojené státy      | Richfield Coliseum                     |
| 16. srpna 1988              | Auburn Hills, Michigan        | Spojené státy      | The Palace of Auburn Hills             |
| 17. srpna 1988              | Auburn Hills, Michigan        | Spojené státy      | The Palace of Auburn Hills             |
| 19. srpna 1988              | Uniondale, New York           | Spojené státy      | Nassau Coliseum                        |
| 20. srpna 1988              | Uniondale, New York           | Spojené státy      | Nassau Coliseum                        |
| 21. srpna 1988              | Uniondale, New York           | Spojené státy      | Nassau Coliseum                        |
| 22. srpna 1988              | Uniondale, New York           | Spojené státy      | Nassau Coliseum                        |
| 23. srpna 1988              | Uniondale, New York           | Spojené státy      | Nassau Coliseum                        |
| Evropa #2 („Another Lapse“) |                               |                    |                                        |
| 10. května 1989             | Varšava                       | Polsko             | Tor wyścigów konnych Służewiec         |
| 13. května 1989             | Werchter                      | Belgie             | Rock Werchter                          |
| 16. května 1989             | Verona                        | Itálie             | Verona Arena                           |
| 17. května 1989             | Verona                        | Itálie             | Verona Arena                           |
| 18. května 1989             | Verona                        | Itálie             | Verona Arena                           |
| 20. května 1989             | Monza                         | Itálie             | Arena Concerti                         |
| 22. května 1989             | Livorno                       | Itálie             | Stadio Comunale Ardenza                |
| 23. května 1989             | Livorno                       | Itálie             | Stadio Comunale Ardenza                |
| 25. května 1989             | Cava de' Tirreni              | Itálie             | Stadio Simonetta Lamberti              |
| 26. května 1989             | Cava de' Tirreni              | Itálie             | Stadio Simonetta Lamberti              |
| 31. května 1989             | Atény                         | Řecko              | Olympijský stadion                     |
| 3. června 1989              | Moskva                        | Rusko              | Olympijský stadion                     |
| 4. června 1989              | Moskva                        | Rusko              | Olympijský stadion                     |
| 6. června 1989              | Moskva                        | Rusko              | Olympijský stadion                     |
| 7. června 1989              | Moskva                        | Rusko              | Olympijský stadion                     |
| 8. června 1989              | Moskva                        | Rusko              | Olympijský stadion                     |
| 10. června 1989             | Lahti                         | Finsko             | Lahden Suurhalli                       |
| 12. června 1989             | Stockholm                     | Švédsko            | Globen                                 |
| 13. června 1989             | Stockholm                     | Švédsko            | Globen                                 |
| 14. června 1989             | Stockholm                     | Švédsko            | Globen                                 |
| 16. června 1989             | Hamburg                       | Německo            | Festwiese Im Stadtpark                 |
| 18. června 1989             | Kolín nad Rýnem               | Německo            | Mungersdorfer Stadion                  |
| 20. června 1989             | Frankfurt nad Mohanem         | Německo            | Festhalle Frankfurt                    |
| 21. června 1989             | Frankfurt nad Mohanem         | Německo            | Festhalle Frankfurt                    |
| 23. června 1989             | Linz                          | Rakousko           | Linzer Stadion                         |
| 25. června 1989             | Stuttgart                     | Německo            | Neckarstadion                          |
| 27. června 1989             | Paříž                         | Francie            | Palais Omnisports de Paris-Bercy       |
| 28. června 1989             | Paříž                         | Francie            | Palais Omnisports de Paris-Bercy       |
| 29. června 1989             | Paříž                         | Francie            | Palais Omnisports de Paris-Bercy       |
| 30. června 1989             | Paříž                         | Francie            | Palais Omnisports de Paris-Bercy       |
| 1. července 1989            | Paříž                         | Francie            | Palais Omnisports de Paris-Bercy       |
| 4. července 1989            | Londýn                        | Anglie             | London Arena                           |
| 5. července 1989            | Londýn                        | Anglie             | London Arena                           |
| 6. července 1989            | Londýn                        | Anglie             | London Arena                           |
| 7. července 1989            | Londýn                        | Anglie             | London Arena                           |
| 8. července 1989            | Londýn                        | Anglie             | London Arena                           |
| 9. července 1989            | Londýn                        | Anglie             | London Arena                           |
| 10. července 1989           | Nijmegen                      | Nizozemsko         | Goffertpark                            |
| 12. července 1989           | Lausanne                      | Švýcarsko          | Stade Olympique de la Pontaise         |
| 15. července 1989           | Benátky                       | Itálie             | Canal Grande                           |
| 18. července 1989           | Marseille                     | Francie            | Stade Vélodrome                        |
| 30. července 1990           | Knebworth Park                | Anglie             | Knebworth Festival                     |